# Алёшин, Александр Павлович
Александр Павлович Алёшин (1885 — 1943) — русский советский писатель, автор ряда рассказов. Делегат Первого съезда советских писателей (1934). Первый председатель Ивановского отделения Союза писателей СССР.

## Биография
Родился в 1885 году в д. Святое (Некрасово) Костромской губернии в семье крестьянина.
После окончания высшего начального училища и первым из деревенских выбился «на чистую работу» — поступил переписчиком в нотариальную контору. 
Участник Первой мировой войны — мобилизован в 1915 году и как грамотный направлен в школу прапорщиков. 
На Румынском фронте был тяжело ранен, около двух лет лежал в госпитале, когда и прочитал много произведений русской классики.
В годы Гражданской войны вступил в Красную Армию, организовывал продотряды Костромского губпродкома. Вступил в ВКП(б).
В начале 1920-х годов заведовал отделом в костромской газете «Красный Мир» и руководил литературным кружком.
В 1923 году начинающего костромского писателя заметил Демьян Бедный, приезжавший на открытие электростанции в Шунге, который и помог ему войти в большую литературу. Повести и рассказы Алёшина стали печататься в местных и центральных журналах.
В 1929 году переведён в Иваново, возглавил Иваново-Вознесенскую ассоциацию пролетарских писателей, редактировал ивановский журнал «Звено».
В 1932 году в Москве вышел сборник рассказов писателя «Квартира номер последний», получившая признание критики и читателей.
В 1934 году был делегатом Первого съезда советских писателей.
с 1934-го — председатель Ивановского областного отделения Союза писателей СССР. В 1936 году инициировал издание отделения «Ивановский альманах».
В 1936 году необоснованно репрессирован, освобождён в начале 1941 года по состоянию здоровья.
В годы Великой Отечественной войны трижды подавал заявление об отправке добровольцем на фронт, но безрезультатно. Возглавил бригаду на рытье окопов и противотанковых рвов.
Тяжело заболел и умер в 1943 году во время строительства оборонительных рубежей под Ногинском, возводимых в ожидании летнего наступления немцев. Похоронен в братской могиле. 
Посмертно был реабилитирован, восстановлен в партии и Союзе писателей СССР.

## Творчество
Автор рассказов, повестей и очерков.
Рассказы выходили 1920-х годах в костромских и ивановских журналах «Красный Мир», «Ледокол», «Октябрь», «Звено». В костромской газете «Красный понедельник» был опубликован цикл очерков «Типы толкучки». В 1923 году повесть «Мастер Ковригин» опубликована в костромском альманахе «Девятнадцать новых».
Также рассказы печатались в центральных журналах «Красная новь» и  «Красная нива».
В 1932 году в Москве вышел сборник рассказов «Квартира номер последний».
В середине 1930-х годов начал работу над романом, но произведение осталось незаконченным.

## Критика
По-разному оценивался современниками:

Алёшин работает в стихах и в прозе, но истинным призванием его следует считать художественную прозу. Алешин реалист, писатель-бытовик, воспитанный на классиках. ... Алёшин очень четко улавливает новые, ещё не устоявшиеся бытовые формы, его интересует психология из революции вышедших людей, влияние революции на город и деревню— костромской журнал «Красный Мир» за 2 марта 1923 года

В лице Алёшина мы имеем зрелого или почти зрелого художника. Но беда автора заключается в том, что его творчеству часто не хватает большевистской зарядки, что отношение автора к героям не всегда бывает по-большевистски непримиримым...— Залесский В. (руководитель ивановского отделения РАПП), Журнал «Атака», 1930 год
Спустя более чем полувека исследователь литературы Костромского края доцент кафедры литературы КГУ им. Н. А. Некрасова Борис Михайлович Козлов писал, что Алёшин достиг больших успехов в жанрах очерка и рассказа, отметив влияние русской классики в его творчестве:

Ощущаются результаты «учёбы у классиков»: например, очерк «Ночное. С натуры» (Красный Мир, 1923, 29 июля) подчеркнуто перекликается с тургеневским «Бежином лугом», а герой очерка «Кузьма Васильич» очень похож на рассудительных собеседников Глеба Успенского; очерк «Уездное» написан в традициях реализма начала XX века.— Б.М. Козлов, «Версты, дали…»: Литературно-краеведческие статьи, 2003

## Семья
Брат — Алёшин, Николай Павлович (художник) (1903-1978) — советский учитель, писатель, художник.

## Интересный факт
- Именно братья Алёшины — А.П. Алёшин и его младший брат Н.П. Алёшин — были инициаторами переименования родной деревни из Святое в Некрасово в честь Н.А.Некрасова, охотившегося в этих краях. Н.П. Алёшин печатался под псевдонимом Некрасовец. А.П. Алёшин под  псевдонимом «Аз» в августе 1924 года в газете «Красный Мир» опубликовал рассказ о том, как проходил сход о переименовании села.[2]